# Bubi
Los bubis, también conocidos como boobes o adeejahs, son un grupo étnico africano de la rama bantú, originario de la isla de Bioko, antigua Fernando Póo, en Guinea Ecuatorial. 
Los bubis son una de las etnias minoritarias de Guinea Ecuatorial y forman cerca del 6,5 % de la población total del país. La mayor parte de la población bubi vive en la isla de Bioko, aunque podemos encontrar diversas comunidades de emigrantes y exiliados en España, Camerún y Gabón, entre otros. 
La mayor parte de la población bubi en Guinea Ecuatorial tiene el bubi como lengua materna y el español como segunda lengua. Según Jan Vansina, la cultura bubi es un claro ejemplo de la cultura originaria de los pueblos bantúes al comienzo de las grandes migraciones hacia el centro y el sur de África. Se cree que los bubis llegaron a la isla de Bioko, procedentes de las costas del actual Camerún, como mínimo un milenio antes de la llegada de los primeros exploradores europeos en el s.XV.

## Etimología

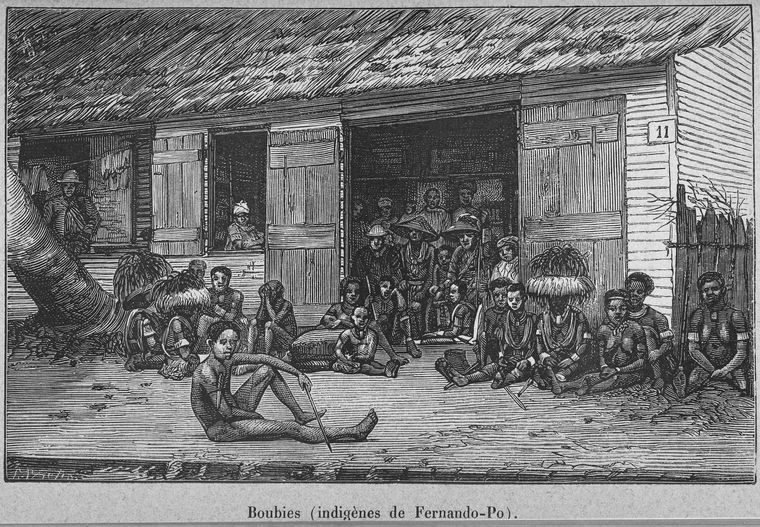
Grabado de 1875 donde se observan bubis, indígenas de Fernando Po

Se cree que el término bubi fue por primera vez aplicado a los habitantes de la isla por un oficial naval británico. Se supone que el término deriva de la palabra que utilizaban los isleños para decir hombre. En el norte de la isla utilizaban boobé, mientras que en el sur utilizaban moomé. Los bubis llamaban a la isla Oche en el norte y Oricho en el sur. Los isleños se llamaban a sí mismos Bochoboche en el norte y Bochoboricho en el sur. A los extranjeros los llamaban Bapotó.

## Origen

Niños bubis

Los bubis pertenecen a la familia bantú formando unas características lingüísticas la estructura de esos idiomas es aglutinante, y se caracterizan por el empleo exclusivo de prefijos los cuales determinan el número y demás accidentes de nombre, pasando de este al adjetivo y al verbo por reglas muy racionales y cuyo origen es muy oscuro. Se supone que los bantú vinieron de las fuentes del Nilo, Ubangui y Congo. Entre los grupos están los mestizos de la unión de pigmeos y los camitas o etíopes. El segundo grupo está formado por los mismos negrillos y los hotentotes este segundo grupo es más numeroso. El primer grupo de estatura más elevada y de coloración más clara, está formado por los bamasa, los sangana, los nzemzem y todos los fang, en los cuales van incluidos los yaúndes, los bules de Camerones, los ntum los bujebas etc. Son del segundo grupo los ibalas, batangas, subus, gumbas de Camerones, los pongües de Gabón, los bengas, los kombes, balengues y bapukus y finalmente los bubis de Fernando Póo.
Aunque su origen aún no está claro se cree que proceden de diferentes oleadas de emigrantes que desde hace 2000 años se vieron obligados a abandonar las costas del actual Camerún por la presión de la ocupación geográfica fang. Solo en la segunda mitad del s. XIX el rey Moka consiguió unificar políticamente a todos los Bubis, situación que no duraría mucho debido a la represión española que acabó con el encarcelamiento del último cocorocó, el rey Malabo. A partir de entonces los españoles comienzan a traer Fangs del continente para trabajar los campos, ante la falta de disposición de los Bubis, y acabarán convirtiéndose en los habitantes mayoritarios de la isla y gobernando desde la independencia en 1968 sin la casi participación bubi en la administración de sus propios asuntos.
El Manifiesto por la Autodeterminación del Pueblo Bubi recoge las aspiraciones de autogobierno de los sectores independentistas de la etnia bubi.
Últimos reyes o Botuku m´oricho" Bubi:
... -        1850  Lorite
1850 -  2 Mar 1898  Moka

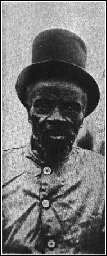
Rey Malabo, 1930

23 Feb 1899 -  3 Jul 1904 Sas Ebuera 
Jul 1904 -    Abr 1937  Malabbo
1937 -        194.  Alobari
194. -        1952  Oriche

## Reyes Bubis
Dinastía Bamöumá
- Mölambo (1700-1760)
- Loríité (1760-1810)
- Löpóa (1810-1842?)

Dinastía Bahítáari
- Möadyabitá (1842-1860)
- Sëpaókó (1860-1874 o 1875)
- Moka (1875-1899)
- Sás-Ebuera (1899-1904)
- Malabo Lopelo Melaka (1904-1937)
- Malabo II (1937-2001)

## Cultura

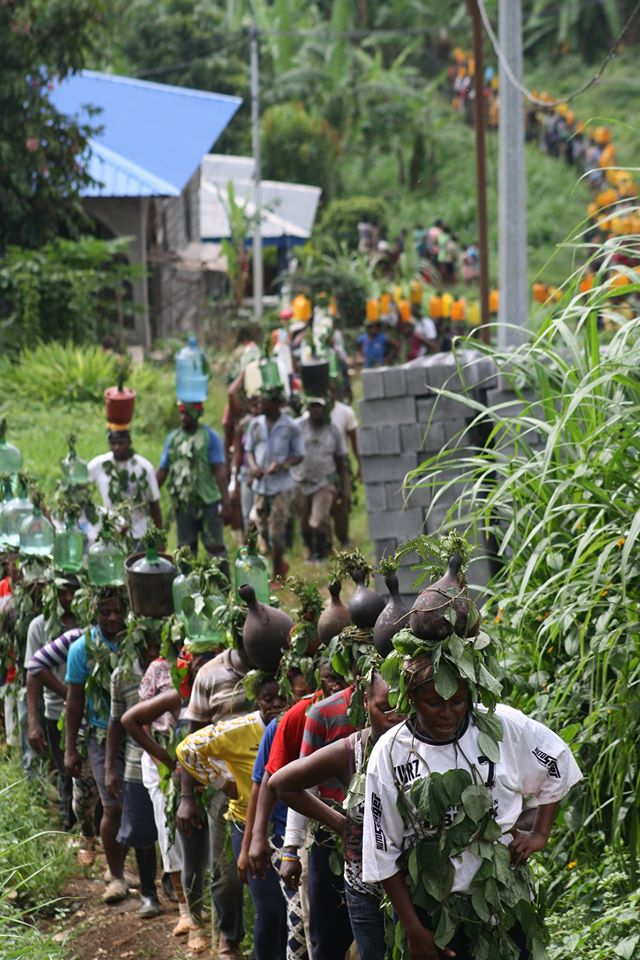
Botoi o rito comunitario de fecundidad en Rebola

Los bubi son una etnia compuesta por un agregado de pueblos como se ha dicho llegados desde Camerún en diversas oleadas en un proceso de cerca de dos mil años, por ello, aunque tienen características comunes también tienen rasgos distintivos idiomáticos, religiosos y culturales dependiendo de que región ocupen en la isla. Su cultura es mayoritariamente tradicional africana. Por otra parte, mientras la mayoría de bubis han residido en núcleos rurales hasta fechas recientes otros se acomodaron desde principios del siglo XX al modo de vida europeo en la ciudad de Clarence, después renombrada como Santa Isabel y llamada Malabo desde la independencia, donde se mezclaron hasta cierto punto como descendientes de personas esclavizadas liberadas configurando el grupo de los fernandinos.
Las sociedad bubi es matriarcal, el linaje es trazado por la línea de las madres, pues las niñas son consideradas como las encargadas de perpetuar la familia.
Tradicionalmente, la condición de mujer no excluía el derecho a la herencia o a ostentar cargos en distintos ámbitos: familiar, político y religioso.